# Cryptocephalus bameuli
Cryptocephalus bameuli  (лат.) — вид листоедов (Chrysomelidae) из подсемейства скрытоглавов (Cryptocephalinae). Ареал: от Франции до западной Сибири. Поскольку этот вид имеет большое сходство с Cryptocephalus flavipes, ареал смешан и точное распространение неясно.